# Gmina Rogoźno
Die Gmina Rogoźno [rɔˈgɔʑnɔ] ist eine Stadt-und-Land-Gemeinde im Powiat Obornicki der Woiwodschaft Großpolen in Polen. Ihr Sitz ist die gleichnamige Stadt (deutsch Rogasen) mit etwa 11.100 Einwohnern.

## Geographie

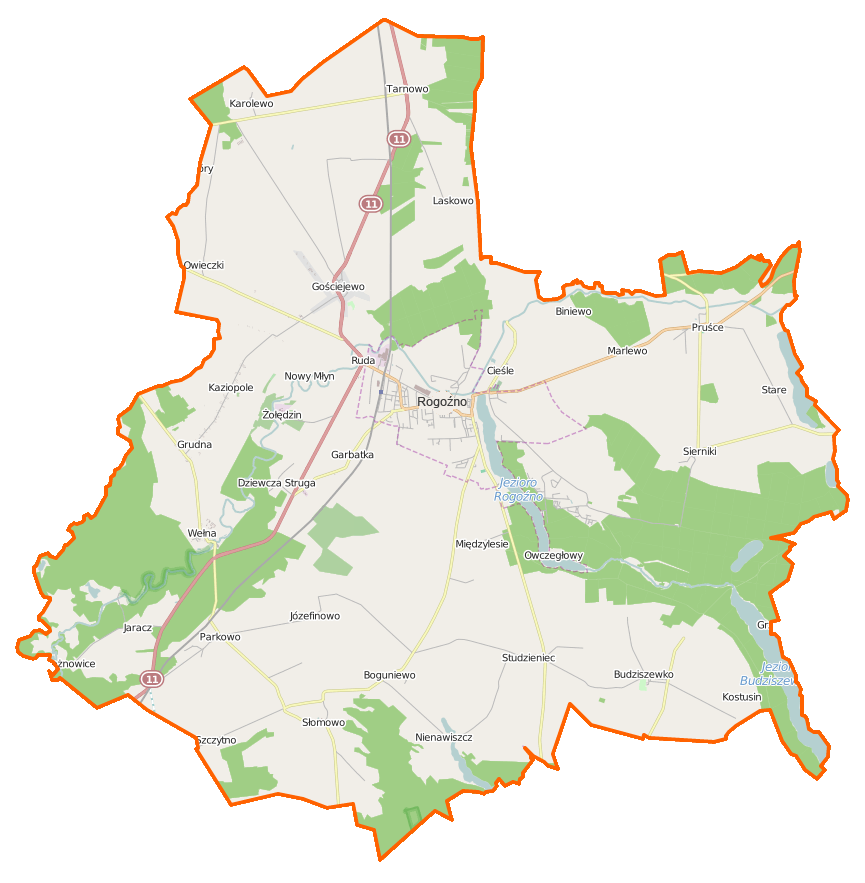
Karte der Gemeinde

Die Gemeinde liegt im nördlichen Teil der Woiwodschaft. Die Woiwodschafts-Hauptstadt Posen liegt etwa 20 Kilometer südlich, Gniezno (Gnesen) etwa 35 Kilometer südöstlich und die Kreisstadt Oborniki (Obornik) sechs Kilometer südwestlich.
Nachbargemeinden sind die Gemeinden Budzyń im Norden, Wągrowiec im Nordosten, Skoki im Südosten, Murowana Goślina im Süden, Oborniki im Südwesten sowie Ryczywół im Westen.
Zu den Fließgewässern gehört die Wełna, ein Nebenfluss der Warthe. Auf dem Gemeindegebiet gibt es eine Reihe von Seen, die teilweise die Gemeindegrenze bilden.
Die Gemeinde hat eine Fläche von fast 218 km², von der 63,5 Prozent land- und 26,4 Prozent forstwirtschaftlich genutzt werden.

## Geschichte
Das heutige Gemeindegebiet gehörte unterbrochen durch die deutsche Besatzungszeit im Zweiten Weltkrieg von 1919 bis 1975 zur Woiwodschaft Posen mit unterschiedlichem Zuschnitt. – Die deutsche Minderheit wurde nach dem Weltkrieg vertrieben.
Die Landgemeinde Rogoźno wurde 1954 aufgelöst und wiederholt in verschiedene Gromadas umgewandelt. Sie wurde zum 1. Januar 1973 wiederhergestellt. Von 1975 bis 1998 gehörte das Gemeindegebiet zur Woiwodschaft Piła. Der Powiat wurde in dieser Zeit aufgelöst. Stadt- und Landgemeinde Rogoźno wurden 1990/1991 zur Stadt-und-Land-Gemeinde zusammengelegt. Diese gehört seit 1999 zur Woiwodschaft Großpolen und zum wieder eingerichteten Powiat Obornicki.

## Gliederung
Zur Stadt-und-Land-Gemeinde (gmina miejsko-wiejska) Rogoźno mit 18.372 Einwohnern (Stand 31. Dezember 2020) gehören die Stadt selbst und 18 Dörfer (deutsche Namen, amtlich bis 1945) mit Schulzenämtern (sołectwa):
- Boguniewo (Boguniewo, 1943–1945 Buchenhain)[4]
- Budziszewko
- Cieśle (Schreinersdorf)[5]
- Garbatka (Garbatka, 1943–1945 Paulsruhe)[4]
- Gościejewo (Gosciejewo, 1939–1945 Bülowsthal, 1943–1945 Bülowstal)[4]
- Jaracz (Jahrhauland)[5]
- Karolewo (Karlshof)[5]
- Kaziopole (Kaziopole, 1943–1945 Katzenfelde)[4]
- Laskowo (Laskowo, 1943–1945 Amalienruh)[4]
- Nienawiszcz (Neufelde)[5]
- Owczegłowy (Seefelde)[5]
- Owieczki (Treuenfelde)[5]
- Parkowo (Parkowo, 1943–1945 Parkdorf)[4]
- Pruśce
- Ruda (Vorwerk Ruda)
- Słomowo (Korndorf)[5]
- Studzieniec (Studziniec, 1943–1945 Henkeshof)[5]
- Tarnowo (Tarnowo, 1906–1943 Tarnau, 1943–1945 Ristenau)

Kleinere Ortschaften der Gemeinde sind:
- Dziewcza Struga (Trockenhauland)[5]
- Grudna (Grudna)[4]
- Józefinowo (Josefinowo, 1943–1945 Parkdorfau)[4]
- Marlewo (Dreiershof)[5]
- Międzylesie (Mittenwald)[5]
- Rożnowice (Raschau)[5]
- Sierniki (Scharnau)[5]
- Stare
- Szczytno (Hermannsland)[5]
- Wełna (Welna)[4]

Weiler sind:
- Biniewo
- Nowy Młyn (Neumühle)[5]
- Wojciechowo (Glücksburg)[5]
- Żołędzin (Zolentschin, 1943–1945 Sollenschin)[4]

Heute Ortsteil von Laskowo:
- Olszyna (Silgendorf)[5]

## Verkehr
Die Landesstraße DK11 führt von Kołobrzeg (Kolberg) im Norden über Koszalin (Köslin) und Piła (Schneidemühl) nach Ruda und hinter der Kreisstadt Oborniki als Schnellstraße S11 weiter nach Posen. Die abzweigende Woiwodschaftsstraße DW241 führt von Rogoźno über Wągrowiec (Wongrowiec) nach Tuchola (Tuchel) im Nordosten.
An der Bahnstrecke Posen–Piła (Schneidemühl) bestehen im Hauptort der Gemeinde der Bahnhof Rogoźno Wielkopolski und in den Dörfern die Haltepunkte Tarnowo Rogozińskie und Parkowo. Die kreuzende Bahnstrecke Inowrocław–Drawski Młyn wird in diesem Abschnitt nur noch im Güterverkehr betrieben.
Der nächste internationale Flughafen ist Poznań-Ławica.